# Daniel Jensen (fodboldspiller, 1985)
 Der er flere personer med dette navn, se Daniel Jensen (flertydig).
Daniel Jensen (født 8. maj 1985) er en dansk professionel fodboldspiller, der i øjeblikket spiller for Fredericia FC.